# NGC 4238
NGC 4238 est une galaxie spirale située dans la constellation du Dragon. NGC 4238 a été découverte par l'astronome germano-britannique William Herschel en 1790.

## Caractéristiques
La classe de luminosité de NGC 4238 est IV et elle présente une large raie HI. Elle renferme également des régions d'hydrogène ionisé.

### Distance
Sa vitesse par rapport au fond diffus cosmologique est de 2 885 ± 9 km/s, ce qui correspond à une distance de Hubble de 42,6 ± 3,0 Mpc (∼139 millions d'al).
À ce jour, quatre mesures non basées sur le décalage vers le rouge (redshift) donnent une distance de 36,975 ± 0,806 Mpc (∼121 millions d'al), ce qui est à l'extérieur des valeurs de la distance de Hubble. Notons cependant que c'est avec la valeur moyenne des mesures indépendantes, lorsqu'elles existent, que la base de données NASA/IPAC calcule le diamètre d'une galaxie et qu'en conséquence le diamètre de NGC 4238 pourrait être d'environ 24,9 kpc (∼81 200 al) si on utilisait la distance de Hubble pour le calculer.